# Feketeerdő
Feketeerdő (em croata: Fierda, Černa Guora; alemão: Schwarzwald; eslovaco: Čierny Les) é um município da Hungria, situado no condado de Győr-Moson-Sopron. Tem 6,74 km² de área e sua população em 2015 foi estimada em 558 habitantes.